# Marc Dax
Marc Dax (n. 27 decembrie 1771, Tarascon-sur-Ariège – 3 iunie 1837, Sommières) a fost un neurolog francez, creditat câteodată cu descoperirea legăturii dintre afectarea neurologică a emisferei stângi a creierului uman, hemipareza părții drepte a corpului uman, respectiv pierderea abilităţii de a vorbi, cunoscută sub numele de afazie. Descoperirea sa esențială a fost publicată în 1836, cu 25 de ani înaintea publicării (mult mai celebre) a lui Paul Broca.
Descoperirea lui Marc Dax, bazată pe observațiile sale ca medic neurolog a trei pacienți de-ai săi pe care îi avusese în Montpellier, a fost înaintată Academiei franceze, cu un sfert de secol înaintea celeia a mult-creditatului Paul Broca.

## Prezentare pe scurt a carierei sale
În studiile sale de medicină de la Montpellier, concretizate în teza sa de doctorat din 1799, Dax a descris cu precizie dezvoltarea unei crize de holeră (« Mémoire pour servir à la topographie médicale d’Aigues-Mortes »). În anul 1800, Dax a devenit medic generalist în Sommières, o comunitate în apropiere de Montpellier. Curiozitatea sa științifică l-a făcut să se intereseze de subiecte variate care aveau diferite grade de conexiune cu medicina.  Printre acestea, « Recherches sur la position de la Méditerranée et de la ville d’Aigues-Mortes à la fin du XIIe siècle »,  « Mémoire sur les Bouillens de Vergèze » (1810) și « Description d’une roche qui renferme exclusivement des coquillages fluviatiles et lacustres » (1821), toate publicate în analele Academiei din Nîmes s-au bucurat de o difuzare limitată.

## Republicarea operei lui Marc Dax de către fiul său Gustave Dax
Fiul lui Marc Dax, Gustave Dax (1815 - 1893), a publicat opera tatălui său în 1863, după ce el însuși contribuise la observațiile efectuate de tatăl său în cazul pacienților ce suferiseră pierderea capacității de a vorbi. În căutarea atribuirii exacte a localizării centrului vorbirii în emisfera stângă a creierului, Gustave Dax a atribuit lobului temporal un rol major. Într-un memoriu adresat Academiei de științe a Franței, (Académie des sciences) și respectiv Academiei de medicină (Académie de médecine), pe care l-a denumit Observations tendant à prouver la coïncidence constante des dérangements de la parole avec une lésion de l'hémisphère gauche du cerveau, Gustave Dax a primit revizii nefavorabile (așa cum ar fi cea lui Louis Francisque Lélut  care a considerat opera lui Dax ca fiind parte a frenologiei).  Oricum, descoperirea a fost publicată și într-o formă publică, accesibilă tuturora în Gazette Hebdomadaire de Médecine et de Chirurgie în aprilie 1865.

## Teoria Dax-Broca
Conform autorilor Cubelli și Montagna, numita Teorie a lui Broca trebuie să fie redenumită Teoria Dax-Broca.
"Probabil, Broca cunoscuse lucrările [lui Dax] înainte de 1865, dar nu a recunoscut contribuțiile teoretice originale ale acestuia. Dimpotrivă, a pretins mereu că este primul care a expus teoria dominanței hemisferei stângi în cazul limbajului articulat, nemenționându-l pe Marc Dax niciodată (Broca, 1877 p 536), Nu-mi place să am de-a face cu chestiuni de prioritate care se referă la mine. Acesta motivul pentru care nu am menționat niciodată numele lui Dax în lucrarea mea. În opinia noastră [Cubelli și Montagna], greutatea evidențelor prezentate sugerează că teoria dominanței emisferei stângi în [coordonarea] limbajului trebuie să fie egal atribuită lui Dax și Broca, și, ca atare, teoria ar trebui numită teoria Dax-Broca."
Istoricii medicinei S. Finger, M. Crichtley și A. L. Benton au fost cei care au adus la lumină contribuția lui Dax la neurolingvistică, în lucrări diferite. Un citat din Finger despre Gustave Dax este edificator
"Contribuția unică a lui Gustave Dax [la neurolingvistică] a fost, de fapt, aproape complet neglijată. Deși lucrările sale nu au specificitate, [Dax] a fost un predecesor al [contribuțiilor lui] Theodor Meynert, Johann Schmidt și Karl Wernicke în susținerea teoriei că lobul temporal stâng este extrem de important în limbajul articulat."

## A se vedea și
- Paul Broca
- Limbaj articulat